# David (Donatello)
David är en bronsstaty utförd av den italienske skulptören Donatello omkring 1440. Den var ett banbrytande verk under den tidiga renässansen och är idag utställd i Museo Nazionale del Bargello i Florens. 
Statyn avbildar kung David i en drömsk kontemplativ stämning sedan han besegrat jätten Goljat vars huvud ligger vid hans fötter. Han håller Goljats stora svärd i handen och står i kontrapostställning hämtad från klassiska förebilder. Men i kontrast till de klassiska statyerna ger Donatellos David ett feminint och blygt intryck. Den graciösa naturalismen och bronsens känsliga ytstruktur samverkar för att göra skulpturen levande; förmågan att ingjuta mänskliga känslor i klassiska skulpturer var Donatellos största talang.
Detta medvetet sensuella verk var den första nakenskulpturen i naturlig storlek som gjutits i brons sedan antiken. Nakenheten förstärks dessutom av hatten och stövlarna och orsakade en smärre skandal när den visades första gången i Florens. Visserligen var nakenhet i konsten inte något okänt vid tiden, men här föreföll det helt omotiverat eftersom motivet inte påkallar det på samma sätt som i en bild av till exempel Adam och Eva. 
Den bibliska David användes ofta av Florens som symbol för staden. Vid tiden för Donatellos staty låg statsstäderna Milano och Florens i krig med varandra och hans verk kan tolkas mot av bakgrund av detta. Den unga, oskyldiga David gestaltar Florens, och Goljat är Milano.